# Cappella di Eleonora

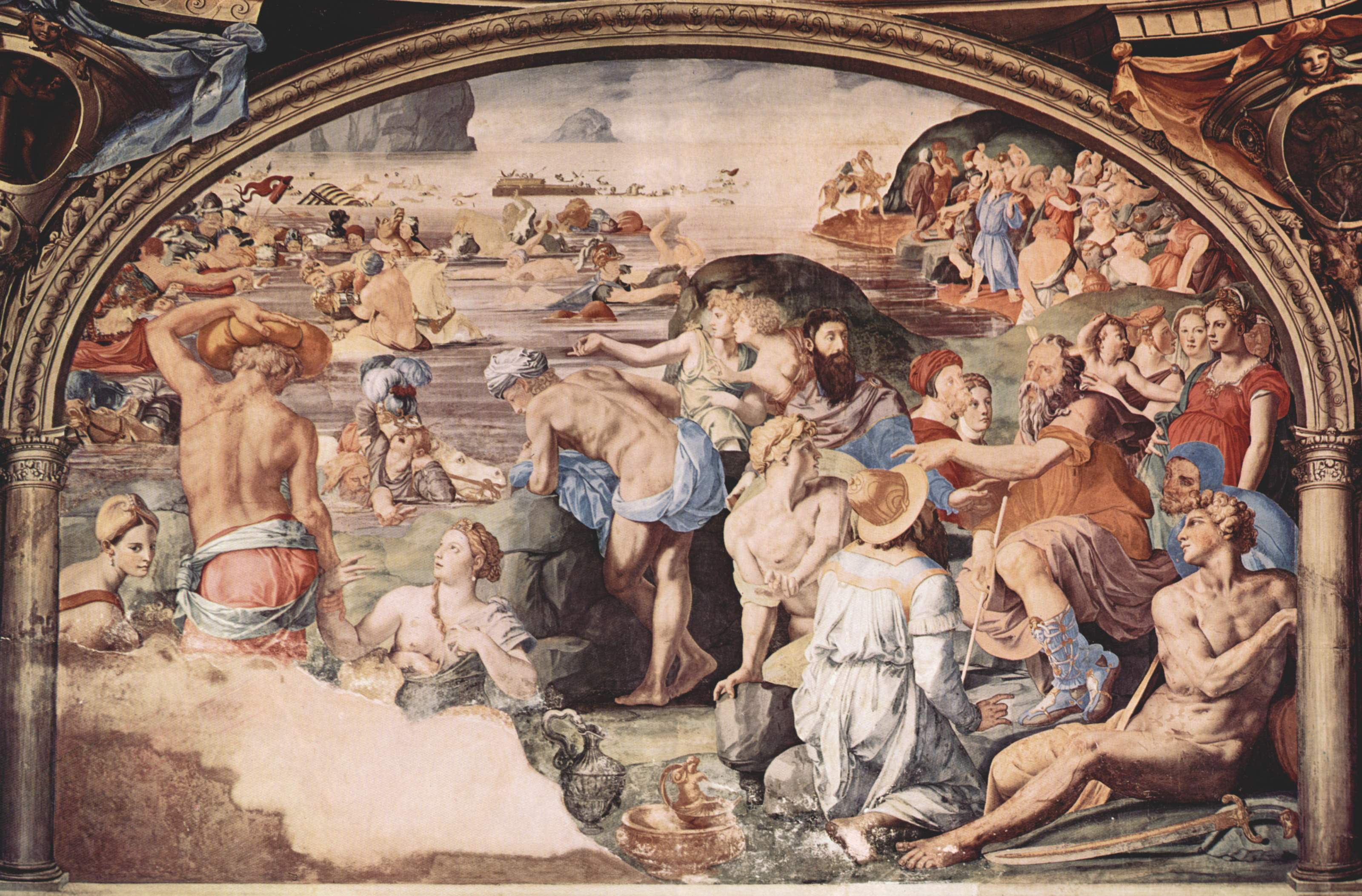
Agnolo Bronzino, Passaggio del Mar Rosso

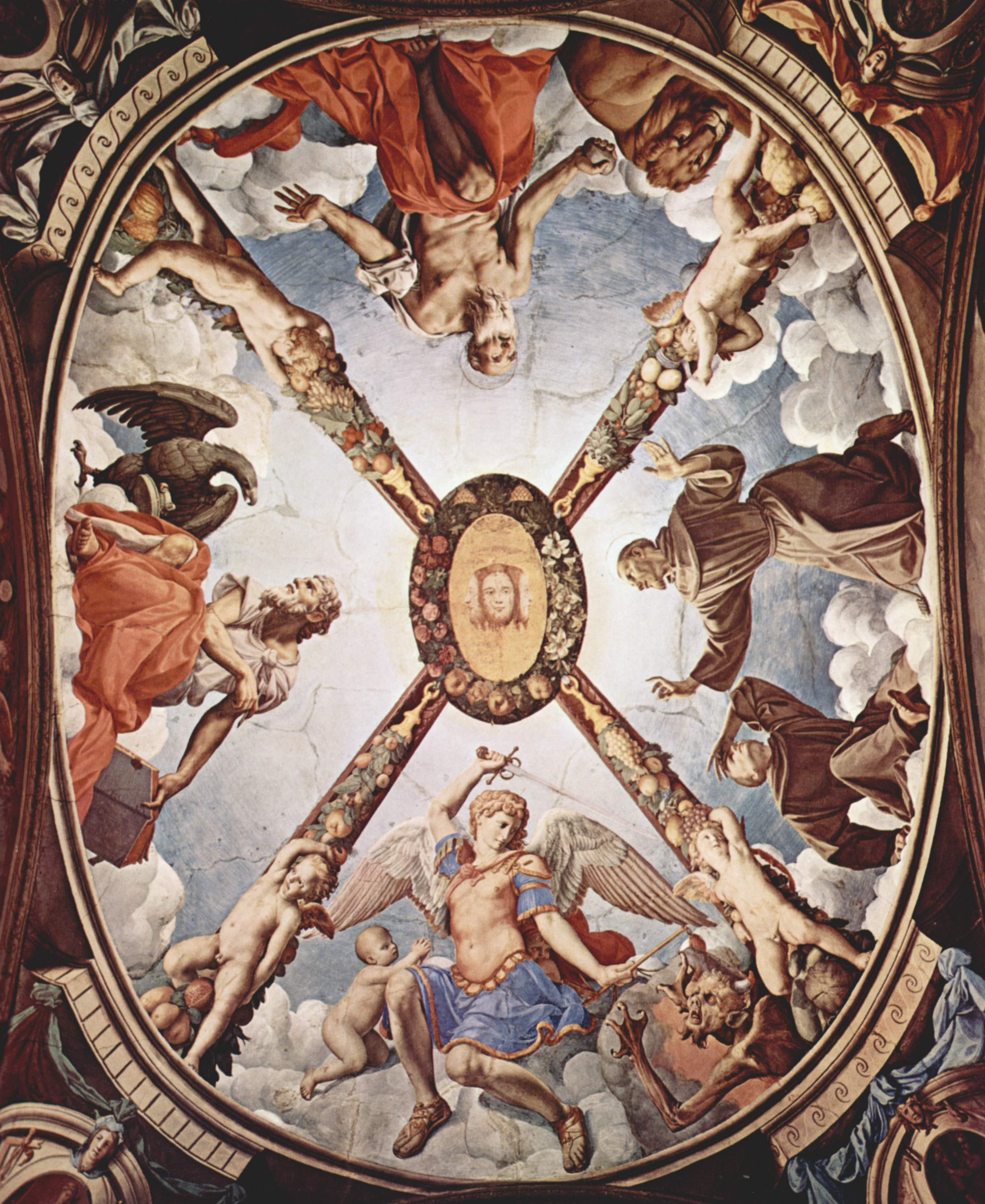
Agnolo Bronzino, Soffitto della cappella di Eleonora

La cappella di Eleonora è uno degli ambienti del Quartiere di Eleonora di Palazzo Vecchio a Firenze, posta al secondo piano negli appartamenti realizzati da Giovan Battista del Tasso e Giorgio Vasari per la duchessa Eleonora di Toledo, moglie di Cosimo I de' Medici. La cappella è particolarmente importante per essere stata completamente affrescata da Agnolo Bronzino, che qui creò uno dei suoi capolavori.
La costruzione risale al 1540-1545, quando il Del Tasso la fece ricavare chiudendo una campata della Camera Verde. Più o meno nello stesso periodo venne affrescata a più riprese. Il portale di accesso venne eseguito verso il 1543, forse su disegno di Bartolomeo Ammannati.
Gli affreschi si dispiegano scenograficamente su tutta la superficie, segnando un'evoluzione nello stile dell'artista e un'innovazione nel campo del manierismo toscano, con l'inserimento di riscontri romantici in alcune sue parti.

## Soffitto
Il soffitto, di cui rimane un modello preparatorio nella Städelsches Kunstinstitut di Francoforte, in penna e acquerello grigio su carta blu, 34X26 cm., fu il primo ad essere eseguito tra il 1540 e il 1541.Su di esso si trova, al centro, una rappresentazione della Trinità, il Vultus trifrons, che venne dipinto sopra uno stemma Medici-Toledo, in parte riaffiorato. Lo stemma invece appare ancora sul modello di carta a Francoforte. Attorno al centro del soffitto, sono disposti, separati da festoni e putti, San Giovanni Evangelista penitente a Patmos, San Michele Arcangelo che vince il demonio, San Francesco che riceve le stimmate con fra Leone e San Girolamo penitente. Da notare il San Michele michelangiolesco, di cui esiste un disegno preparatorio, al Département des Arts grafiques del Louvre, che semiseduto sulle nuvole, torce il suo bel corpo, librando in aria una spada sul suo capo per uccidere Satana che gli è di fianco. Il San Girolamo, con il leone accanto, presenta uno studio magnifico del torso nudo del Padre della Chiesa, un'imitazione perfetta ricavata dall'arte del Michelangelo. Anche il profilo dell'Evangelista, ricalca l'arte statuaria del grande Buonarroti. Il capo del San Giovanni ha un suo studio preparatorio conservato nel Gabinetto Disegni e Stampe degli Uffizi di Firenze.
I pennacchi sono decorati dalle personificazioni delle Virtù della Temperanza, Giustizia, Fortezza e Prudenza.

## Pareti
Le pareti sono affrescate con episodi biblici. In quella frontale al centro si trova la Deposizione di Cristo (una replica autografa di un dipinto dello stesso autore del 1545, che oggi si trova al Museo di Besançon), mentre ai lati ci sono un Angelo annunciante e la Vergine annunciata. In alto un David e la Sibilla Eritrea.
Le altre pareti sono decorate con le Storie di Mosè: Passaggio del Mar Rosso, Caduta della manna e comparsa di sorgenti nel deserto e il Serpente di bronzo.